# Andrea Alina Vergara
Andrea Alina Vergara (7. listopada 1966.) je bivša argentinska hokejašica na travi. 
S argentinskom izabranom vrstom je sudjelovala na više međunarodnih natjecanja.

## Sudjelovanja na velikim natjecanjima
- Panameričke igre 1987.
- OI 1988. (7. mjesto)
- SP 1990 (9. mjesto)